# Rafael Sóbis
Rafael Augusto Sóbis (Erechim, 17 giugno 1985) è un ex calciatore brasiliano, di ruolo attaccante.

## Carriera

### Internacional
Con l'Internacional ha disputato 35 partite e segnato 19 gol nella prima divisione brasiliana nella stagione 2004-2005, a 19 anni. Nella stagione 2005-2006 ha guidato la sua squadra alla conquista della Coppa Libertadores 2006, realizzando una doppietta nella finale di andata sul campo del San Paolo.

### Betis Siviglia
Il 28 agosto 2006 viene acquistato dal Betis Siviglia per 8,5 milioni di euro. Complessivamente, con gli spagnoli gioca 60 partite e segna 8 gol.

### Al-Jazira
Il 2 settembre 2008 viene acquistato dall'Al-Jazira, squadra del campionato degli Emirati Arabi Uniti per una cifra di circa 10 milioni di dollari.

### Ritorno all'Internacional
Il 4 luglio 2010 l'Internacional ha annunciato attraverso il proprio sito ufficiale di aver ottenuto dall'Al-Jazira il prestito dell'attaccante che va all'Internacional con diritto di riscatto della compartecipazione.

### Fluminense
Il 20 luglio 2011 viene ufficializzato il suo passaggio al Fluminense. Conclude la sua prima stagione con 26 presenze e 10 gol messi a segno in campionato.

### Tigres
Il 1º gennaio 2015 si trasferisce in Messico per 3.3 milioni di euro, indossando la maglia del Tigres UANL.

### Cruzeiro e ritorno all’Internacional
Nel mercato estivo del 2016 Sóbis viene acquistato dal Cruzeiro per 4,4 milioni di euro. Termina la sua esperienza al Cruzeiro nel gennaio del 2019, poiché viene riacquistato dall'Internacional, squadra che lo ha lanciato nel calcio professionistico brasiliano.

## Palmarès

### Club

#### Competizioni statali
- Campionato Carioca: 1

Fluminense: 2012

#### Competizioni nazionali
- Campionato brasiliano: 1

Fluminense: 2012
- Campionato messicano: 1

Tigres: Apertura 2015
- Coppa del Brasile: 2

Cruzeiro: 2017, 2018

#### Competizioni internazionali
- Coppa Libertadores: 1

Internacional: 2006

### Nazionale
- Bronzo olimpico: 1

Pechino 2008

### Individuale
- Bola de Prata: 1

2005